# AH-IV
De AH-IV was een Tsjecho-Slowaakse tankette die op de markt werd gebracht in 1936. De tankette werd besteld en gebruikt door Ethiopië, Iran, Roemenië en Zweden. Het ontwerp bleek betrouwbaar en bestand tegen ruwe terrein- en weeromstandigheden.

## Ontwikkelingsgeschiedenis
Tijdens de burgeroorlog in Rusland vluchtte de Russische ingenieur Alexej Surin naar Tsjecho-Slowakije. Hij kreeg een baan aangeboden bij ČKD. Hier hielp hij mee aan de ontwikkeling van de Kolohousenka, de eerste Tsjecho-Slowaakse tank. Hierna volgde onder andere de "Tančík vz.33". Deze tankette bleek niet succesvol. Met de opgedane ervaringen ontwikkelde hij de AH-IV tankette, het voertuig dat het eerste succesvolle exportproduct zou worden van ČKD.

## Ontwerp
Het vernieuwende in het ontwerp van de AH-IV waren de vier grote wielen met bladvering en slechts één ondersteuningswiel. De standaardmotor was een Praga RHP watergekoelde 6-cilinder motor met een totaal vermogen van 55pk bij 2500 opm en een inhoud van 3,4 liter. Er werd gebruikgemaakt van een Praga-Wilson transmissie met vijf versnellingen. De bodemdruk bedroeg 0,5 kg/cm². De tankette kon obstakels overbruggen van maximaal 0,6 meter, door water rijden tot 0,8 meter diep en greppels oversteken van maximaal 1,5 meter breed.
De bewapening bestond uit een vz. 35 of vz. 37 machinegeweer met een kaliber van 7,92 mm en een Zbrojovka Brno ZB vz. 26 of vz. 30 7,92 mm machinegeweer. De standaardhoeveelheid munitie bedroeg 3700 patronen. De bepantsering werd geklonken.

## AH-IV-P
Toen de AH-IV in 1936 werd aangeboden op de markt toonde Iran (Perzië) direct interesse. Uiteindelijk werd er een bestelling geplaatst bij ČKD voor een totaal van vijftig stuks zonder bewapening. Deze variant heette de AH-IV-P(ersia). De bewapening werd apart besteld. De bestellingen werden vervaardigd en vervoerd in 1936 en 1937. In 1939 werden er nog twee bestellingen geplaatst van respectievelijk 100 en 300 stuks. Deze bestelling betrof een lichte subversie, maar deze bestellingen werden verhinderd door het uitbreken van de Tweede Wereldoorlog.
Iran deelde de vijftig tanks in bij de 1e en 2e infanteriedivisies die werden gestationeerd in de omgeving van Ahvaz. Tijdens de Engels-Russische invasie van Iran werden de tankettes ingezet, maar ze hebben geen enkel schot gelost.

## AH-IV-R
In april 1936 bestelde het Roemeense leger 36 tankettes. Binnen een maand werd de bestelling herzien en kwam het totale aantal op 35 stuks. De eerste tankettes werden eind 1937 aan Roemenië geleverd. Tijdens de tests ontstonden er echter problemen en de AH-IV-R kwam niet eerder in Roemeense dienst dan augustus 1938 onder de aanduiding R-1. Kort daarna ontving het Roemeense bedrijf Malaxa een licentie van ČKD voor de productie van de AH-IV in Roemenië.
Vanwege meerdere complicaties die optraden na de tekening van de licentie moest deze in februari 1939 opnieuw getekend worden. De ontwerptekeningen arriveerden vervolgens pas in oktober 1939. Ondertussen was geheel Tsjecho-Slowakije onder Duits bestuur gekomen en werd levering van (reserve)onderdelen vrijwel onmogelijk. Er werd slechts één voertuig door Malaxa vervaardigd dat vooral bestond uit reeds verkregen reserveonderdelen. De R-1 verschilde enigszins van het officiële model. De tankette woog 3,5 ton, 0,4 ton minder dan het origineel en was 6 centimeter breder.
De R-1's werden ingedeeld bij de gemechaniseerde verkenningseenheden van de cavaleriebrigades. Toen de Sovjet-Unie in juni 1940 Bessarabia en Noord-Bukovina annexeerde ging een deel van het materieel van de 1e en 3e cavaleriebrigade's verloren dus de mogelijkheid bestaat dat hierbij ook enkele R-1's verloren zijn gegaan. Ten minste dertig stuks waren een jaar later beschikbaar en ze werden ingedeeld in vier- en zestallige pelotons. Deze werden ingezet in de eerste maanden van operatie Barbarossa. In de eerste maand gingen echter allen verloren, zij het door vijandelijk vuur of mechanische fouten. Er werden verwoede pogingen gedaan om allen weer in bedrijf te krijgen en in maart 1942 konden 29 stuks weer ingezet worden.
In november 1942 namen de R-1 tankettes deel aan de slag om Stalingrad, waarbij veel stuks definitief verloren gingen. Aan het begin van 1943 waren er dan ook nog maar vijftien stuks in gebruik, maar ze dienden enkel voor training. In november 1943 werden er plannen beraamd om de R-1 om te bouwen tot de TACAM R-1, maar dit ontwerp werd spoedig bestempeld als 'verouderd' en niet in productie genomen. In maart 1945 werden er weer elf stuks ingedeeld bij het Roemeense 2e Pantser Regiment. Dit regiment werd ingezet in Tsjechoslowakije en Oostenrijk. In april waren er ten minste nog twee in gebruik.

## AH-IV-S
Omdat de Duitse herbewapening in Zweden niet onopgemerkt bleef werden ook in Zweden plannen gemaakt om het leger te moderniseren. Er werd een delegatie samengesteld die de opdracht kreeg om Poolse, Duitse en Franse tanks te bestuderen en testen. De bezoeken waren teleurstellend en enkel de Duitse Panzer I trok interesse, maar deze kon niet aangeschaft worden. De delegatie vernam echter dat in Tsjecho-Slowakije ook tanks werden ontworpen met een grote potentie. Generaal-Majoor Gillner van de Zweedse artillerie-staf bezocht in maart 1937 ČKD. In juli werd er een order geplaatst voor twee AH-IV tankettes en een licentie voor de bouw van 46 stuks in de Oskarshamn fabriek in Zweden. Ook werden er aanpassingen aangevraagd. Deze aangepaste versie kreeg de aanduiding AH-IV-S(verige), maar in Zweden kreeg het de aanduiding Stridsvagn m/37.
De Zweedse variant verschilde relatief veel van het originele model. Ten eerste werd er gebruikgemaakt van een krachtige Volvo FC-CKD motor met een vermogen van 85 pk. Hiermee kon een snelheid behaald worden van 60 km/h, ter vergelijking, het officiële model had een topsnelheid van 45 km/h. Het pantser werd verdikt tot 15 mm en gegoten door de Avesta ijzergieterij. De romp werd vergroot en het totale gewicht nam toe met 4,68 ton. Ook werd het machinegeweer in de romp verwijderd en in plaats daarvan kwam een dubbel KSP m/36 machinegeweer in de toren. Ook werd er op de toren een kleine commandantskoepel gemonteerd. De tankette deed dienst van 1938 tot 1953.

## AH-IV-Hb

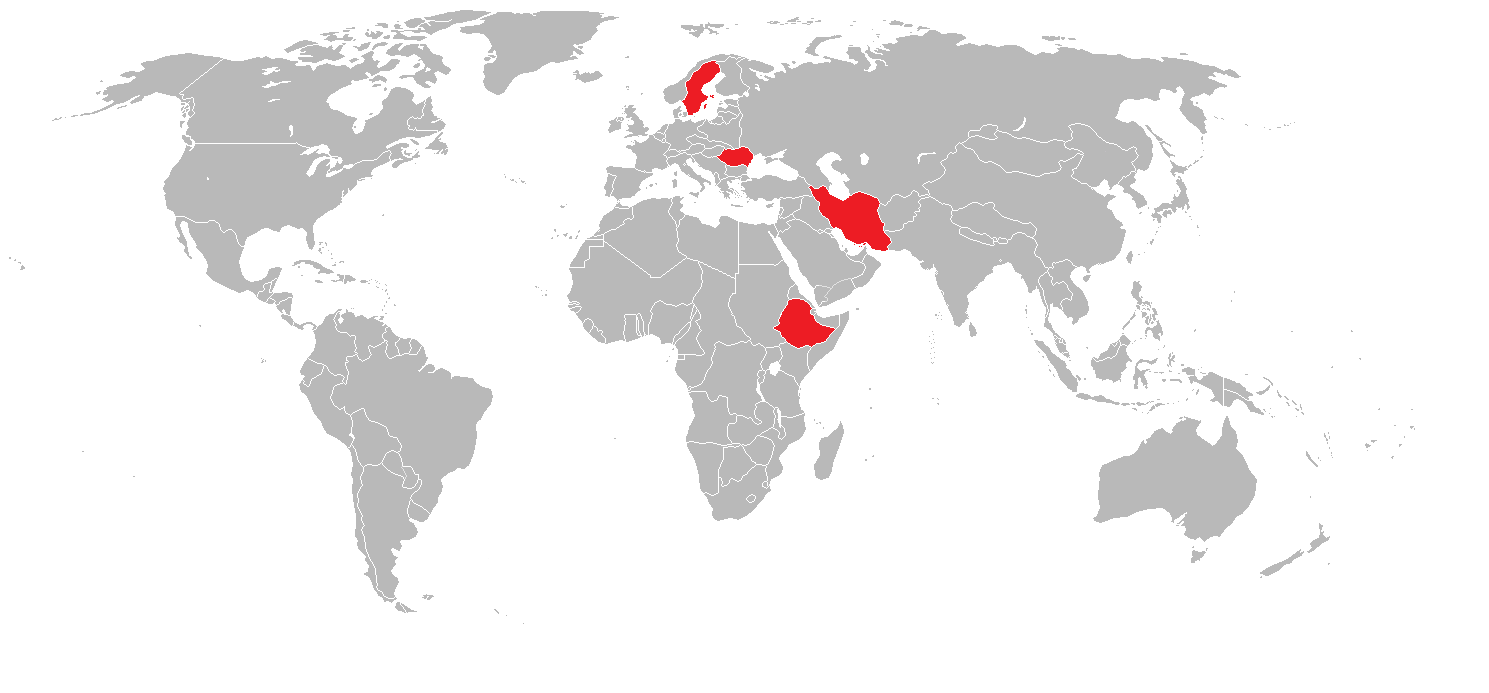
Voormalige gebruikers van de AH-IV tankette.

Haile Selassie, de keizer van Ethiopië zag na de oorlog het belang van tanks goed in. De gevechten die Ethiopië in de Tweede Wereldoorlog gevoerd had met Italiaanse troepen die uitgerust waren met pantservoertuigen, onder andere CV tankettes, hadden hem overtuigd dat het leger ook pantservoertuigen moest aanschaffen. Selassie wist dat hij weinig zou kunnen uitrichten met middelzware en zware tanks vanwege de terreinomstandigheden in Ethiopië. In deze tijd kreeg hij militair advies van de Zweedse kolonel Niels Sahlin. Sahlin was reeds betrokken geweest bij de Zweedse aankoop van de AH-IV-S voor de oorlog en hij was zeer positief over de Tsjecho-Slowaakse tanks. Ze waren betrouwbaar, makkelijk te repareren en de motor raakte vrijwel nooit overhit. Sahlins lof over de Tsjecho-Slowaakse tanks en Selassies behoefte naar een lichte tank leidde er toe dat er contact werd gelegd met ČKD.
In 1948 arriveerde een Ethiopische delegatie bij ČKD om een Roemeense versie van de tankette te testen. De delegatie was onder de indruk van de prestaties en op 25 juni werd het contract getekend voor de aankoop van twintig stuks. Er was een geschat aankoopbedrag mee gemoeid van 535 duizend dollar. De Ethiopische versie kreeg de aanduiding AH-IV-Hb. Hb stond in dit geval voor Habeš, een oud Tsjechisch woord voor Ethiopië. Deze versie had een verbeterd koelsysteem, een nieuwe Tatra 114 diesel motor met een vermogen van 65 pk, een toegenomen snelheid van 42 km/h en een vergoot bereik van 200 km. Alhoewel in de Tweede Wereldoorlog was gebleken dat de tankette geen rol meer speelde in moderne oorlogsvoering, werd de lichte bewapening en bepantsering voldoende beschouwd voor de Afrikaanse condities.
Het prototype dat werd vervaardigd werd door Sahlin persoonlijk getest en de productie kwam direct opgang en eindigde aan het begin van 1950. In mei werden de tankettes vervoerd naar Djibouti via Malmö. Vanaf Djibouti werden ze verder landinwaarts vervoerd met de trein richting Addis Abeba alwaar ze werden opgewacht door Selassie en zijn legerleiding.
De legerleiding stuitte echter op het probleem dat er in het Ethiopische leger nog geen enkele ervaring was opgedaan met het gebruik van pantservoertuigen. De soldaten waren zelfs angstig voor de zogenaamde 'grommende, rijdende, ijzeren dozen', en sommigen waren van mening dat er 'zwarte magie' in het spel was. Ten einde raad werd er aan ČKD gevraagd of zij een instructeur wilden sturen. Zij gingen hiermee akkoord en stuurden instructeur Jiří Labounek. De training verliep traag door het moeilijke terrein en de angstige bemanningen. Tijdens een oefening reed de aanvoerder eens van een klif af, wat goed afliep, maar kenmerkend is voor de training.
Uiteindelijk verbleef Jiří Labounek een jaar in Ethiopië en bereidde de bemanningen voor, voor één laatste grote oefening. Het doel was om een cavaleriebasis te veroveren, maar ze zouden hierbij een woestijn moeten oversteken en in deze woestijn worden aangevallen door cavalerie. De oefening verliep goed en er waren geen mechanische mankementen. Toen ze bij de basis arriveerden werden de tankettes opgesplitst in twee groepen van tien om de basis aan te vallen. Twee lijnen tanks naderden de basis. De cavalerie was hierbij zo overrompeld dat ze in paniek raakten en angstig wegvluchten. De aankoop van de tankettes bleek een groot succes. Labounek werd na de test onderscheiden met een hoge Ethiopische militaire oorkonde, de Gouden Orde van St. Gabriel.
De tankette nam deel aan de Eritrese onafhankelijkheidsoorlog, de Ethiopische burgeroorlog, de Ogaden-oorlog en de grensoorlog tussen Ethiopië en Somalië in 1982.